# Jacinto Tomás de Carvalho Botelho
Jacinto Tomás de Carvalho Botelho (Moimenta da Beira, Moimenta da Beira, 11 de setembro de 1935) é um bispo católico português e actual bispo emérito de Lamego.
Frequentou os seminários de Lamego e foi ordenado presbítero a 15 de agosto de 1958. Prosseguiu os estudos na Pontifícia Universidade Gregoriana até 1961. Regressou à sua diocese onde se ocupou da tarefa da formação dos candidatos ao sacerdócio, chegando ao cargo de vice-reitor e ao ensino das disciplinas de História, Arte Sacra, Pedagogia e Eloquência. Foi vigário geral da diocese e desempenhou funções paroquiais e de assistente espiritual de alguns movimentos católicos. Foi nomeado cónego em 1981 e prelado de honra pelo Papa João Paulo II.
Foi nomeado bispo auxiliar de Braga e bispo titular de Tácia Montana a 31 de outubro de 1995. A ordenação episcopal decorreu a 20 de janeiro de 1996 na Sé de Lamego, tendo sido presidida pelo arcebispo Eurico Dias Nogueira e teve como co-ordenantes os bispos Américo do Couto Oliveira e António Cardoso Cunha.
Foi membro da Comissão Episcopal da Família e da Educação Cristã e presidiu à comissão organizadora do Congresso Eucarístico Nacional em Braga (1999).
Foi nomeado bispo de Lamego a 20 de janeiro de 2000 e resignou ao governo da diocese com a nomeação do seu sucessor, a 19 de novembro de 2011, passando à condição de bispo emérito de Lamego.